# Rodrigo Gómez (futbolista uruguayo)
Rodrigo Iván Gómez (Montevideo, 24 de marzo de 1981) es un futbolista uruguayo. Juega como defensor en el San José de la Liga de Fútbol Profesional Boliviano.

## Clubes
| Club                         | País      | Año             |
| ---------------------------- | --------- | --------------- |
| Defensor Sporting Inferiores | Uruguay   | 1993 - 2000     |
| Selección Uruguaya Juveniles | Uruguay   | 1996 - 2001     |
| Defensor Sporting            | Uruguay   | 2000 - 2005     |
| Rampla Juniors               | Uruguay   | 2005            |
| Progreso                     | Uruguay   | 2006            |
| Zamora FC                    | Venezuela | 2007 - 2010     |
| Mineros de Guayana           | Venezuela | 2010 - 2011     |
| Ermis Aradippou              | Chipre    | 2011            |
| Llaneros FC                  | Venezuela | 2012            |
| San José                     | Bolivia   | 2012 - presente |